# Jadranka Sovdat
Jadranka Sovdat, slovenska pravnica in sodnica, * 28. april 1960, Ljubljana.
Leta 1982 je diplomirala na Pravni fakulteti v Ljubljani in leta 1984 opravila pravosodni izpit ter se zaposlila na ministrstvu za pravosodje. Leta 1994 je bila imenovana za svetovalko Ustavnega sodišča in nato še za namestnico generalnega sekretarja Ustavnega sodišča. Od leta 1999 je opravljala funkcijo generalne sekretarke Ustavnega sodišča. 19. decembra 2009 jo je Državni zbor Republike Slovenije izvolil na položaj ustavne sodnice, 31. oktobra 2016 je bila izvoljena za predsednico ustavnega sodišča.